# ایتاپه (باهیا)
ایتاپه (به پرتغالی: Itapé) یک منطقهٔ مسکونی در برزیل است که در باهیا واقع شده‌است. ایتاپه ۸٬۵۲۶ نفر جمعیت دارد.